# Ali Abad (huyện)
Ali Abad là một huyện thuộc tỉnh Kondoz, Afghanistan. Dân số thời điểm năm 1999 là 40,14 người.